# Pine Ridge (Pensilvania)
Pine Ridge es un lugar designado por el censo ubicado en el condado de Pike en el estado estadounidense de Pensilvania. En el Censo de 2010 tenía una población de 2707 habitantes y una densidad poblacional de 437,86 personas por km².

## Geografía
Pine Ridge se encuentra ubicado en las coordenadas 41°8′38″N 74°59′10″O / 41.14389, -74.98611. Según la Oficina del Censo de los Estados Unidos, Pine Ridge tiene una superficie total de 6.18 km², de la cual 6.14 km² corresponden a tierra firme y (0.63%) 0.04 km² es agua.

## Demografía
Según el censo de 2010, había 2707 personas residiendo en Pine Ridge. La densidad de población era de 437,86 hab./km². De los 2707 habitantes, Pine Ridge estaba compuesto por el 57.04% blancos, el 26.63% eran afroamericanos, el 0.41% eran amerindios, el 1.74% eran asiáticos, el 0% eran isleños del Pacífico, el 10.57% eran de otras razas y el 3.62% pertenecían a dos o más razas. Del total de la población el 23.72% eran hispanos o latinos de cualquier raza.